# Dánia történelme
A Dán Királyság és a modern kori Dániához tartozó területek történelme.

## Dánia az őskorban és az ókorban
A mai Dánia területén már több mint százezer éve élnek emberek, bár a legutóbbi jégkorszak idején a területet borító jégpáncél átmeneti elvándorlásra kényszerítette őket. Általános vélekedés szerint Dánia már az i. e. 12. évezred óta folyamatosan lakott terület. A mezőgazdaság i. e. 3000 körül jelent meg. A bronzkor idején Dánia területén olyan kultúra virágzott, mely halottait földi javaikkal együtt halomsírokba temette. Ebből az időszakból sok dolmen és sziklasír maradt fenn. A rengeteg bronzból készült lelet között találhatók vallási témájú műalkotások és hangszerek, valamint olyan tárgyak, melyek a társadalom rétegződésére utalnak.
A prerómai vaskor idején Dánia és Dél-Skandinávia éghajlata hidegebb és nedvesebb lett, ami nem kedvezett a mezőgazdaságnak, jelentős volt az elvándorlás. Ekkoriban a vasat a tőzeglápokban található vasércből kezdték kinyerni. Ebben az időben Dániát és Északnyugat-Európa más részeinek kultúráját erőteljes kelta hatás érte, mely a régebbi helységnevekben is megfigyelhető.
A Római Birodalom – bár nem hódította meg Dániát – élénk kereskedelmi kapcsolatot tartott fenn a terület lakosaival, melyre az itt talált római pénzérmék adnak bizonyítékot. A legkorábbi ismert rúnaírással készült felirat 200 körül keletkezett. A termőföldek kimerülése az i. e. 1. században egyre nagyobb mértékű migrációt okozott Észak-Európában, de ez volt az oka a teuton törzsek és a Galliában állomásozó rómaiak közötti ellenségeskedésnek is. Az 1. századból származó leletek nagy része római eredetű. Valószínűnek tűnik, hogy az előkelő dán harcosok egy része a római hadseregben szolgált.
Ebben az időben megesett, hogy az embereket megölték és a lápba dobták. Ezeket az embereket ma lápi múmiákként ismerjük. A holttestek a lápban nagyon jó minőségben konzerválódtak, így rengeteg értékes információval szolgálnak az akkoriban ott élő emberekről.

### Germán vaskor
Az 5. és 7. század közötti tömeges népvándorlás idejének észak-európai tárgyi kultúráját germán vaskornak nevezik. A korszak legismertebb leletei a tőzeglápokból előkerült, mumifikálódott holttestek. Ezek közül a két legismertebb a tollundi férfi és a haraldskæri nő.
A korai dán társadalomról szóló hézagos források közül a legfontosabbak Iordanes Getica című művében „Scandza” lakóiról szólva úgy írta le a dánokat, hogy ők űzték el a herulokat lakóhelyükről. Tours-i Szent Gergely azt jegyezte fel, hogy az 530-as években egy dán „király” a tengerről támadt Galliára, de I. Theuderik frank király fegyveresei legyőzték. A „dán” megnevezést azonban a kora középkori források általában Skandinávia egész népességére alkalmazták. Az azonban bizonyos, hogy a mai dánok ősei már a 6. században tengeri rablóportyákat szerveztek.
Azok a skandináv vezérek, akik e korai katonai akciókat vezették, csak egy-egy alkalmi fegyveres csoport, kisebb, a hadjáratokra alkalmas hajóval rendelkező sereg parancsnokai voltak, akiket a rúnafeliratokban leginkább „saekonunqr”, azaz „tengeri király” néven neveztek. A germán népeknél általában már néhány, vagy néhány tucat fő is jelenthetett sereget (herí, here, Heer). A területi hatalommal is rendelkező szakrális királyokat a népgyűlések, a thíngek választották, melyek az istenektől származtatott szokásjogok alapján álló, ugyancsak szakrális intézmények voltak.
A 13. században írásba foglalt dán szokásjogi gyűjteményekből levezethető, hogy valószínűleg már az ezt megelőző évszázadokban három nagyobb szokásjogi és ahhoz kapcsolódó dán törzsi térség létezett: Skåne, Sjælland és a többi sziget, valamint a Jylland-félsziget. Hålogalandi Ottar 9. századi ónorvég utazó, kereskedő Skandináviáról írt úti beszámolójában északi és déli dánokról írt: az előbbiek a szigeteken és a mai Délkelet-Norvégia, Délnyugat-Svédország földjén éltek, az utóbbiak pedig Jyllandon. De sem a szokásjogok szerinti tagolódás, sem pedig az Ottar-féle megkülönböztetés nem jelentett politikai szerveződéseket. Egyes írásos források, valamint főleg a nagyméretű építkezések, például a hatalmas Danevirke-sánc, amely dél felől oltalmazta a térséget, azonban arra utalnak, hogy Jyllandon már a 8. században a kiterjedt területi-politikai egység, központi hatalom létezett. A dán területek és törzsek további egységesülésében – aminek részletei nem ismeretesek – nagy szerepet játszott a frank fenyegetés, különösen Nagy Károly hódító politikája.

### A korai dán uralkodók
Más germán népekhez hasonlóan a dán királyok is az istenektől származtatták nemzetségüket; a dánok ősapjának, Humlinak a fiai, Frodi és Dan voltak a mitikus őskirályaik. A valóságban is gyakran előfordult, hogy fivérek közösen gyakorolták a királyi hatalmat, amint arról Saxo Grammaticus is megemlékezett. A Jyllandon a 9. század elején uralkodó Godfred királyról már számos más forrás is megemlékezik; többek között a dán király 808-ban a frízek elleni flottabázisként használta Hedeby kikötővárosát. Harcolt a Holstein keleti részén élő elbai szláv törzsek ellen is, akik Nagy Károllyal szövetkeztek.  Dánia uralmát ki akarta terjeszteni a fríz területekre is, amelyek azonban a frank birodalom érdekszférájába tartoztak. Nagy Károly ezért ellenségként tekintett Godfred királyra, aki 810-ben 200 hajóból álló flottával támadást indított Frízföld ellen. A frankok által támogatott belső ellenfelei azonban meggyilkoltak Godfredet. Utóda unokaöccse, Hemming lett, aki 811-ben békét kötött a frankokkal és az Eider-folyónál állapították meg Dánia déli határait.

## Dánia a középkorban

### A legkorábbi irodalmi emlékek
A dán kultúra legkorábbi bemutatása a Widsith és a Beowulf költeményekhez, valamint későbbi skandináv szerzőkhöz, például Saxo Grammaticushoz köthető. Ezek legnagyobb része mítosz és legenda. Homéroszhoz hasonlóan egy korábbi világot próbáltak bemutatni, melynek viszonyai már akkor is rég megváltoztak. Ennek ellenére ezek a művek tartalmazhatnak néhány valós adatot.

### A vikingek
A 8. és 11. század között Dánia nagy részét a később vikingekként ismert emberek lakták. Társadalmi berendezkedésük a terület korábbi lakosaiénál sokkal összetettebb volt. Észak-Európa számos települését kifosztották, a kontinens többi részével pedig élénk kereskedelmet folytattak.
A viking-korban Dánia a Jyllandra, Sjællandra és a mai Svédország déli részére kiterjedő nagyhatalom volt. A 11. században II. Knut majdnem harminc évig volt egyszerre dán és angol király.

### Dánia egyesítése és a kereszténység

Skandinávia 1219-ben. A térképen Dánia, Svédország, Norvégia és a Kardtestvérek rendje látható

A mai Dánia területén sokáig több kisebb királyság létezett. 980 körül Kékfogú Harald egyesítette ezeket a királyságokat. Ugyanebben az időben egy német misszionárius tett nála látogatást, aki – a legenda szerint – túlélte a tűzpróbát, így győzve meg a királyt, hogy térjen keresztény hitre. A régi skandináv mitológiát felváltó új vallás előnyös volt Harald számára. A keresztény hit felvétele a Német-római Birodalom támogatását is biztosította, emellett jó ürügyet adott arra, hogy Harald megszabaduljon ellenfeleitől, akik a régi hit szellemében éltek. Az egyház stabil közigazgatási rendszert is jelentett, melynek segítségével a király sokkal hatékonyabban kormányozhatta országát.

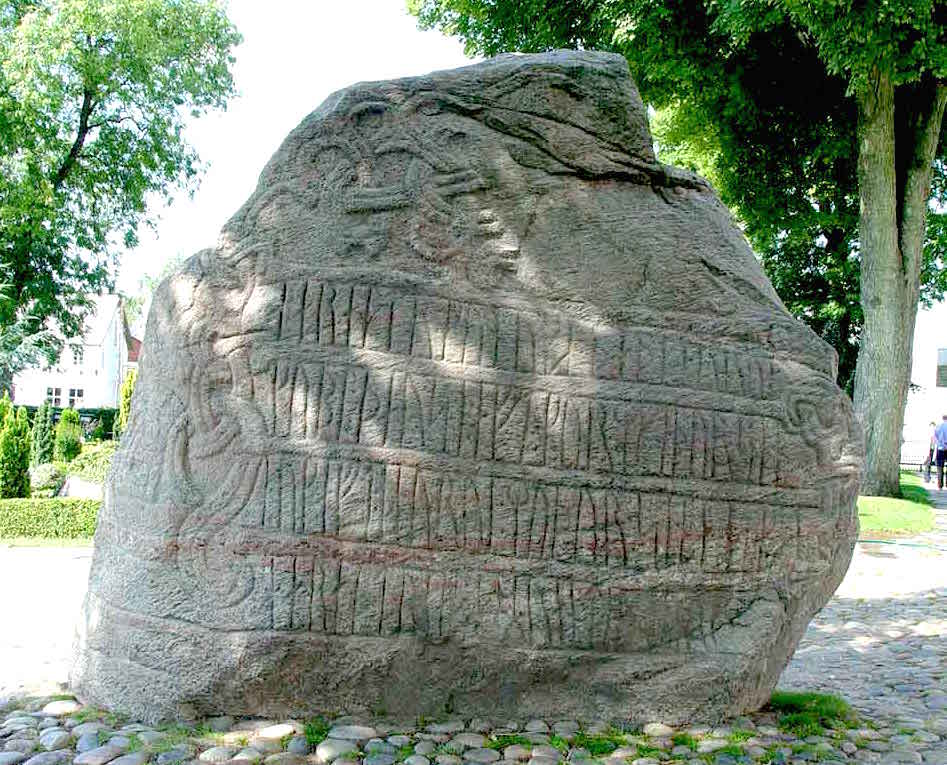
A jellingi kő, melyet gyakran Dánia „anyakönyvi kivonata”-ként is emlegetnek, az ország egyesítésének állít emléket.

II. Knut 1035-ben bekövetkezett halála után Anglia kikerült a dán fennhatóság alól, Dániában pedig zűrzavaros időszak vette kezdetét. A vikingek Norvégiából többször megtámadták az országot. I. Knut unokaöccse, Svend Estridsen helyreállította a királyi hatalmat és jó kapcsolatot ápolt a brémai érsekkel, aki akkoriban egész Skandinávia érseke is volt.
A 12. század elején Dánia az önálló skandináv egyházkerület központja lett. Nem sokkal később Svédország és Norvégia is megalapította Dániától független érsekségeit. A század közepe nehéz időszak volt Dánia számára, az országban polgárháború dúlt. Végül Nagy Valdemár ragadta magához a hatalmat, megerősítette az országot és újjászervezte a közigazgatást. Absalonnal, roskilde püspökével tulajdonképpen újra felépítette Dániát. 1167-ben Absalon erődöt építtetett egy Havn nevű faluban, amit ekkortól kezdtek Koppenhágának hívni (dánul København). Valdemár és Absalon Dániát a Baltikum meghatározó országává tette, mely később kereskedelmi és területszerző háborúkat vívott a Hanza-szövetséggel, Holstein hercegeivel és a Német Lovagrenddel. Valdemár és utódai több „keresztes háborút” indítottak új területek reményében, például Észtország ellen. A legenda úgy tartja, hogy a dán zászló, a Dannebrog 1219. június 15-én, a lyndanissei csatában a mennyből hullt alá, erőt és reményt adva a vesztésre álló dán hadaknak, melyek végül megnyerték a csatát.
A középkorban erős szövetség alakult ki a korona és az egyház között. Az országban templomok ezrei épültek. A 12. században a gazdaság a nagy haszonnal járó hering-kereskedelemnek köszönhetően virágkorát élte, ám a 13. század rengeteg nehézséget hozott, a királyi hatalom átmenetileg összeomlott.

### A királyok problémái
A dán királyok nehezen tartották fenn hatalmukat az ellenálló nemességgel és egyházzal szemben. Sokáig a pápa és a király között is feszült volt a viszony. A 13. század végére a királyi hatalom jelentősen meggyengült, a nemesség az uralkodót egy kiváltságlevél kiadására kényszerítette, amit ma az első dán alkotmányként tartanak számon. Az 1227-es bornhövedi csatát követően Dánia meggyengülése mind a Hanza-szövetségnek, mind Holsteinnek kedvezett. A holsteini hercegek a királytól kapott hűbérbirtokok révén az ország nagy részére kiterjesztették uralmukat, a királynak pedig pénzt adtak kiadásai fedezésére. Ennek következtében 1320-ra a király a Dánia nagy részét birtokló hercegek bábjává vált. Az 1330-as és 1340-es évekre az országot fel is osztották egymás között.
Skåne egy időre a svéd királyé lett. 1340-ben Valdemar Atterdag lett Dánia királya. Tehetséges politikus volt, a hercegeket egymás ellen fordította s így visszaállította Dánia régi egységét. Az országot ekkoriban elérő nagy pestisjárvány is a segítségére volt. 1360 utáni területszerző kísérletei a Hanza-szövetséggel való összetűzéshez vezettek. A szövetség súlyos vereséget szenvedett Gotland elvesztésével, mert Visby, egy fontos kereskedőváros is a szigeten volt. A Hanza-szövetség és Svédország Dánia elleni szövetsége kezdetben kudarcra volt ítélve, mert a dánok elfogtak egy Hanza-flottát és csak magas váltságdíj ellenében adták azt vissza. Ám a jyllandi nemesség fellázadt a balti területszerző háború költségeit fedező magas adók miatt, a király pedig 1370-ben száműzetésbe kényszerült. Ezután az Øresund erődei a Hanza-szövetség birtokába kerültek.

### I. Margit és a kalmari unió
1375-ben Valdemar Atterdag lánya, I. Margit került a trónra. A dán és norvég korona egyesítésének reményében VI. Haakon norvég királyhoz adták feleségül. Mivel Haakon rokonságban állt a svéd királyi családdal, Svédország bevonását is tervezték. Eredetileg Margit fia, III. Olaf uralta volna a három királyságot, ám annak 1387-ben bekövetkezett halála miatt Margitra hárult ez a szerep. Az 1397-ben megalakult Kalmari unió keretében egyedül, de nagy szakértelemmel kormányozta Dániát, Norvégiát, Svédországot, Feröert, Izlandot, Grönlandot és a mai Finnország területét.
Utódja, Pomerániai Erik nélkülözte I. Margit tehetségét, az unió felbomlásáért közvetlenül felelős volt. Ennek ellenére az uniónak még mindig voltak támogatói, így az 1440-ben trónra kerülő Bajor Kristófot mindhárom országban királlyá választották, Skandinávia pedig ismét egyesült. A svéd nemesség egyre elégedetlenebb volt a dán vezetéssel, az unió pedig már csak jogilag létezett, gyakorlatilag megszűnt. 1513-ban II. Keresztély lett Dánia királya (a svéd trónt 1520-ban szerezte meg). Állítólag azt mondta, hogy „ha a kalap a fejemen látná a gondolataimat, levenném és elhajítanám”. Ez nyilvánvalóan fondorlatos, machiavellista politikáját szimbolizálja. Az unió megerősítésének reményében legyőzte Svédországot, az 1520. november 7-e és 10-e közötti stockholmi vérfürdő során pedig a svéd unióellenes liga mintegy száz vezetőjét végeztette ki. A vérfürdő véget vetett a skandináv egység reményének.
Miután Svédország 1521-ben végleg kivált a kalmari unióból, Dániában és Norvégiában polgárháború tört ki, emellett pedig a reformáció is teret hódított. A dolgok rendeződése nyomán a dán államtanács meggyengült, a norvég államtanács pedig megszűnt. A két ország 1536-ban Dánia–Norvégia néven perszonáluniót alakított. Norvégia megtartotta saját törvényeit, bizonyos intézményeit, pénzrendszerét és hadseregét. Mivel Norvégia öröklött királyság volt és független Dániától, a királyoknak fontos volt, hogy dán uralkodókként norvég királyokká is válasszák őket. A perszonálunió 1814-ig állt fenn.

## Dánia az újkorban

### A reformáció
A Martin Luther elveiből kialakult reformáció nagy hatással volt Dániára; ma a Dán Népegyház lutheránus. A reformáció 1536-ban jelent meg az országban. Mint Európában oly sok helyen, a protestantizmus elterjedését az emberek egyházi reformok iránti igénye és a kormányzat Rómától való függetlenségének növelése is segítette. A Rómától való függés csökkentése magában foglalta az egyházi földek lefoglalását, melynek nyomán a király éves jövedelme megháromszorozódott.
A katolikus egyházzal szembeni széles körű elégedetlenség miatt az 1530-as évek elején az emberek rendszeresen dúltak fel kolostorokat és templomokat. Amikor I. Frigyes 1533-ban meghalt, az ország irányítását egy püspökökból álló tanács vette át. A tanács tagjai nem engedték, hogy III. Keresztélyt megválasszák, mert attól tartottak, hogy az új uralkodó támogatná a lutheránusokat. A nemesek és Lübeck polgármesterének fegyveres ellenállása arra kényszerítette őket, hogy elfogadják az új uralkodót. Ezután az egyházi földeket elkobozták (hogy a király fizetni tudjon az őt szolgáló seregeknek), a papokat pedig a lutheránus hitre való áttérésre kényszerítették. Dánia hamarosan a lutheranizmus egyik bástyája lett. A 17. század Dániában a szigorú lutheranizmus időszaka volt. A kálvinizmust hirdető vagy arra hasonlító tanokat és Ulrich Zwingli tanait keményen üldözték.

### Politikai élet

A Dánia–Norvégiához tartozó Skåne dán tartományai (sárga), valamint a norvég Trondheim és Bohuslän tartomány (sárga) Svédország része lett. Hallandot (piros) harminc évre már korábban odaadták. 1660-ban több norvég tartomány (lila) fellázadt és visszatért Dániához.

A 16. században Dánia meggazdagodott. Ezt az tette lehetővé, hogy az Øresund mindkét partja az országhoz tartozott, így a szoroson áthaladó hajóktól adót tudtak beszedni. A Lengyelországból Hollandiába és Európa más országaiba irányuló gabonaexport a sokszorosára nőtt, a dán uralkodók pedig minden lehetőséget megragadtak, hogy hasznot húzzanak belőle.
A dán gazdaságon a németalföldi szabadságharc is sokat lendített, mert rengeteg holland menekült érkezett az országba, akik korábban Európa gazdaságilag legfejlettebb területén éltek. Ez elősegítette a társadalom modernizációját és hozzájárult a Hollandiával való kereskedelmi kapcsolat kialakulásához is.
Ekkoriban Dánia viszonylag erős országnak számított. A 16. századi európai politika nagyrészt a katolikusok és protestánsok küzdelméről szólt, ezért elkerülhetetlen volt, hogy Dánia, egy erős, egységes lutheránus állam egy esetleges nagy vallásháború részesévé váljon. Az 1620-as évek elején a harmincéves háborúban a protestáns államok vesztésre álltak, ezért Dániát kérték fel „a protestáns ügy megmentésére”. IV. Keresztély számára a németek elleni katonai beavatkozás kudarc volt, ráadásul Svédország később több sikerrel járt a dánoknál.
Ennek ellenére IV. Keresztélyt az egyik legjelentősebb dán királyként tartják számon. Hatvan évig, 1588-tól 1648-ig uralkodott, a nép emlékezetében pedig – az általa kezdeményezett építkezések és városalapítások miatt – a királyi trónon ülő építészként él. Dánia számos híres épülete az ő uralkodása idején készült.
Halála után Dánia katasztrofális háborút vívott Svédországgal. A rendkívül hideg 1658-as tél lehetővé tette, hogy X. Károly Gusztáv svéd király seregei átkeljenek a befagyott Kis- és Nagy-Bælten. A svédek ezután Koppenhága felé meneteltek, s csak Brandenburg, Lengyelország és Ausztria közös katonai beavatkozása mentette meg a dánokat a teljes összeomlástól. Az eseményeket gyors béke követte, hogy a fővárost megkíméljék svédek. Az 1658. február 26-án megkötött roskildei béke értelmében a három leggazdagabb dán tartomány, Skåne, Halland és Blekinge Svédországhoz került.

### Abszolutizmus
A svédek elleni vereség nyomán III. Frigyes meggyőzte a nemességet, hogy csökkentsék hatalmukat és adják fel adómentességüket. Így Dániában is kialakult az abszolút monarchia.
Az országgyűlést feloszlatták és több évszázadon keresztül nem is hívták össze. Ezalatt az idő alatt a hatalom Koppenhágában összpontosult. A kormányzat hierarchikusabbá vált, középpontjában a király állt. Az államapparátust a királyi tisztviselők és a bürokraták egy csoportja irányította. A régi nemesség nem támogatta ezt a rendszert, mivel befolyásuk jelentősen csökkent.
Az 1670-es évekre Dánia annyira megerősödött, hogy megkísérelhette fegyverrel visszaszerezni elvesztett keleti tartományait. Az 1672-ben kirobbant francia–holland háborúban Svédország, Franciaország szövetségeseként 1674-ben megtámadta Brandenburgot, de a szárazföldön több vereség érte. A kedvező alkalmat kihasználva III. Frigyes fia, V. Keresztély király 1676-ban csapatokat küldött Skåne, Blekinge és Rügen visszafoglalására. A kialakuló skånei háborúban azonban a dán hadsereg, kezdeti sikerek után súlyos vereségeket szenvedett az 1676-os lundi és az 1677-es landskronai csatákban. Az 1678-as nijmegeni békeszerződés után Hollandia és a Német-római Birodalom kivált a háborúból, Dánia és Brandenburg magára maradt, szemben a győztes francia–svéd szövetséggel. Az 1679. szeptember 2-án a győztes francia nagyhatalom nyomására Svédországgal megkötött fontainebleau-i béke, majd a szeptember 26-án ezt megerősítő és részletes rendelkezéseket tartalmazó lundi békeszerződés értelmében Dánia lemondott Dél-Svédországról, a dán csapatokat kivonták Skåne tartományból. Az itt élő dán lakosság partizánháborúba kezdett, ezt azonban a svéd haderő kíméletlen terror alkalmazásával letörte.
A kormányzati mechanizmust és a törvényeket modernizálták. 1683-ban a tartományok saját törvényeit az egész országban hatályos törvényekre cserélték, melyeket a Danske lov 1683-ban gyűjtöttek össze.
Kezdeményezés született a súlyok és más mértékegységek szabványosítására valamint a megművelt földek felmérésére és egy földhivatal felállítására. A felmérés lehetővé tette, hogy az adót – ami hozzáadódott a királyi földekből származó jövedelmekhez – a föld tulajdonosától közvetlenül szedjék be.
Ebben az időszakban az ország népessége egyenletesen növekedett: 1660-ban (amikor több tartomány Svédországhoz került) 600 000-en, 1720-ban pedig 700 000-en éltek az országban. Dánia népessége 1807-ben már 978 000 fő volt.
A mezőgazdaság egyeduralmának megtörésére tett kísérletek nem jártak sikerrel. Ipar – Koppenhágán kívül – szinte alig létezett Dániában. A 17. század végére kialakult minimális ipar is csak a hadsereg ellátását szolgálta. A kivitel legfontosabb célországa Hollandia volt. A nemesség száma nagyjából 2000 fő volt, ám ők birtokolták az ország földjének majdnem felét.
Dánia a 18. század elején a Habsburg Birodalmat támogatta a spanyol örökösödési háborúban, illetve szintén az osztrákok mellett foglalt állást a Rákóczi-szabadságharc kérdésében is: Magyarországon a szabadságharc évei alatt több ezer dán katona harcolt, nekik köszönhető egyebek mellett az osztrákok zsibói győzelme.
Vidéken az irányítás még mindig a földesurak kezében volt, időnként viszont királyi megbízottak felügyelték a törvények betartását. 1733-ban bevezették a jobbágyságot, amivel a vidéki mezőgazdasági munkásokat szülőhelyükhöz kötötték. Ez azt jelentette, hogy a földesúr engedélye nélkül nem hagyhatták el azt a birtokot, ahol megszülettek. Célja elvileg a milícia megszervezése volt, ám a jobbágyok olcsó munkaerőt is jelentettek. Az új, liberálisabb szellemiségű koppenhágai polgárság kezdeményezésére a jobbágyságot 1788-ban eltörölték.
A 18. század végén széles körű mezőgazdasági reformokat hajtottak végre. A régi típusú háromnyomásos gazdálkodást eltörölték, a kisebb földeket a nagyobb birtokokba olvasztották be.
A 18. század folyamán a dán gazdaság – mivel Európában megnőtt az igény a mezőgazdasági termékekre – különösen jól teljesített. A dán kereskedelmi hajók jelenléte Európában és az észak-atlanti térségben hozzájárult a karibi és észak-atlanti területeken történt dán gyarmatosításhoz is.
A dán középosztályban egyre nagyobb teret nyert az új etikett és a felvilágosodás. Ennek eredményeképp megnőtt az érdeklődés a személyi szabadság iránt. A 17. és 18. század folyamán működő cenzúra a 18. század utolsó tizenöt évében jelentősen enyhült. Ezzel egyidőben egyfajta dán nacionalizmus alakult ki: a királyi udvar német és norvég tagjai ellen nőtt az agresszió, nőtt a dán nyelv és kultúra iránti büszkeség, végül pedig törvényben tiltották meg „idegenek” kormányzati tisztségviselését. A németek és dánok közötti ellenségeskedés a 18. század közepe óta egyre erősödött.
A dán állam a felvilágosult abszolutizmus mintája lett. 1784 és 1815 között az egész országban felszámolták a jobbágyságot, a parasztok többsége földbirtokos lett. Bevezették a szabad kereskedelmet és az általános közoktatást.

### Gyarmatosítás

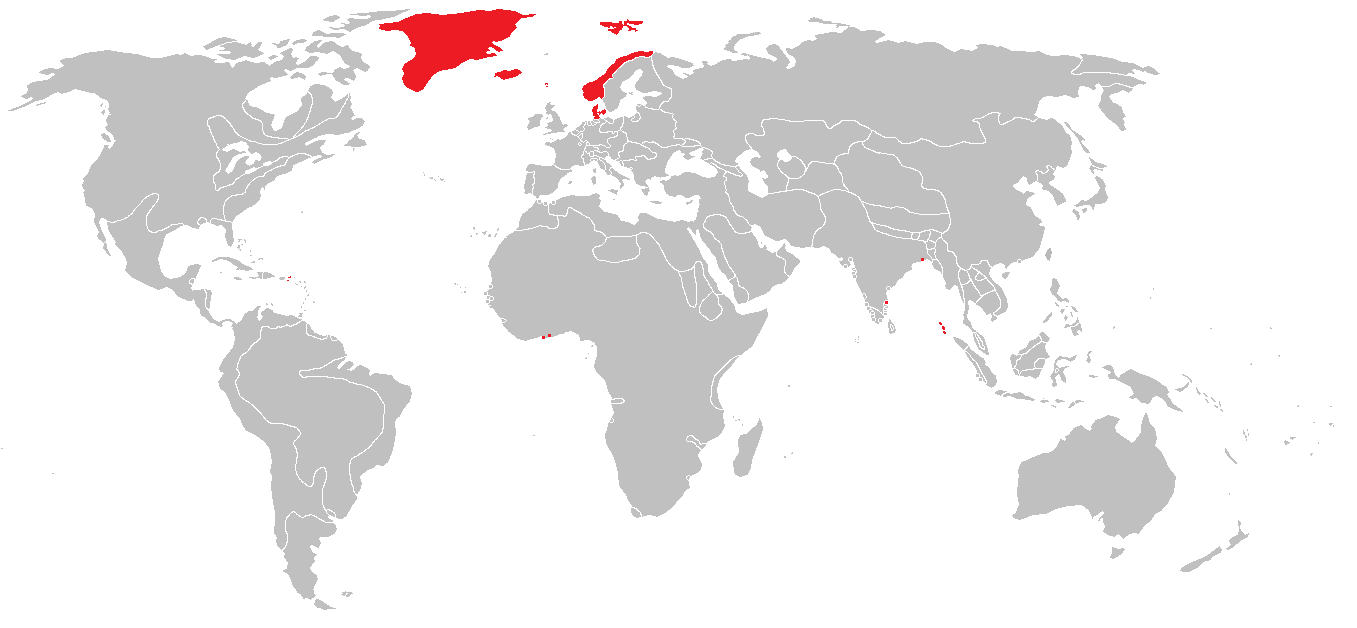
Dánia–Norvégia gyarmatai.

A 17. és a 20. század között Dánia számos gyarmatot hozott létre Skandinávián kívül. Az észak-atlanti területeken ilyen gyarmat volt Grönland és Izland. Az Európában uralkodóvá váló merkantilista szemlélet jegyében IV. Keresztély volt az első uralkodó, aki fontosnak tartotta a tengeri kereskedelem szerepének növelését. Az első dán gyarmatot 1620-ban alapították az indiai Tranquebarban. A Karib-térségben 1671-ben Saint Thomas, majd 1718-ban Saint John szigetén alapítottak gyarmatot, 1733-ban pedig Saint Croix-t vették meg Franciaországtól. Tranquebar és más kisebb indiai gyarmatok mintegy kétszáz évig voltak Dánia kezében. Tranquebarban volt a Dán Kelet-indiai Társaság központja is. A Dán és Svéd Kelet-indiai Társaság legjobb időszakában több teát importált, mint a Brit Kelet-indiai Társaság – a szállítmány 90%-át pedig Nagy-Britanniába csempészték be, ami rengeteg hasznot hozott a két szervezetnek. A napóleoni háborúk idején azonban mindkét szervezet összeomlott. Dánia több új gyarmatot és erődítményt hozott létre Nyugat-Afrikában, elsősorban rabszolga-kereskedelem céljából.

## Dánia a 19. században

### A napóleoni háborúk

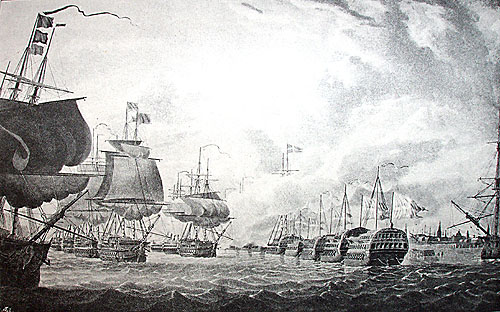
Az 1801-es koppenhágai csata.

A fejlett dán gazdaság összeroppant a napóleoni háborúk kiadásai és veszteségei alatt. 1801-ben a brit flotta megtámadta Koppenhágát, ami a dánok franciákkal való szövetségéhez vezetett. A britek 1807-ben ismét Koppenhágát bombázták; az eseménynek civil áldozatai is voltak. A dán flottát elfogták és Nagy-Britanniába vitték, melynek nyomán kitört az úgynevezett ágyúnaszád-háború.
Az 1814-ben megkötött kieli béke értelmében Norvégia jutalomképpen Svédországhoz került, mert Svédország a győztes oldalon állt. Ám a norvégok fellázadtak, kikiáltották függetlenségüket és Keresztély Frigyes koronaherceget (a későbbi VIII. Keresztélyt) királyukká választották. Egy Svédországgal vívott rövid háború után azonban le kellett mondania, hogy egy svéd–norvég perszonálunióban Norvégia megtarthassa autonómiáját.
Ebben az időben Dánia a szó legszorosabb értelmében csődbe jutott. A kereskedők elmenekültek, az emberek élete nélkülözéssel telt. Érdekes módon ezt az időszakot a dán szellem aranykorának is nevezik. Az irodalom, a festészet, a szobrászat és a filozófia egyaránt jelentős változáson ment keresztül. Ebben a korban élt és alkotott Hans Christian Andersen író, Søren Aabye Kierkegaard filozófus, Bertel Thorvaldsen szobrász és Nikolaj Frederik Severin Grundtvig pedagógus és lelkipásztor.

### Nacionalizmus és liberalizmus
Dániában az 1830-as években alakultak ki az első liberális és nacionalista mozgalmak. Az 1848-as forradalmak után, 1849. június 5-én Dánia államformája alkotmányos monarchia lett. A polgárság részt követelt a kormányzásból, VII. Frigyes pedig – elkerülendő a véres forradalmat – engedett akaratuknak. Az új alkotmányban szerepelt a hatalommegosztás és a felnőtt férfiak választójoga. A király a végrehajtó hatalom élén állt, melyet a parlament két kamarájából álló törvényhozás egészített ki; a Folketing tagjait a polgárok, a Landsting tagjait pedig a földbirtokosok választották. Felállították a független bíróságok rendszerét is. 1845-ben az indiai Tranquebart az Egyesült Királyságnak adták el.
A dán király birodalma négy részből állt: Jyllandból és a szigetekből, melyek a szorosabban vett királyságot alkották, valamint Schleswigből és Holsteinből, melyek perszonáluniót alkottak Dániával. A dánok a 19. század kezdete óta úgy tekintettek a két hercegségre, mintha azok az országhoz tartoznának. A két hercegség többségben lévő német lakossága körében viszont egy schleswig-holsteinista mozgalom alakult ki, mely a Dániától való elszakadást tűzte ki céljául. A hároméves háború az 1849-es alkotmánymódosítás miatt tört ki, mely után a korábbi status quo csak a britek és más nagyhatalmak beavatkozásának köszönhetően maradt meg. Dániában komoly vita folyt Schleswig-Holstein hovatartozásáról. A nemzeti–liberálisok Schleswiget Dániához csatolták volna, Holstein pedig szabadon dönthetett volna sorsáról. Ám a nemzetközi események közbeszóltak: 1864-ben kitört a porosz–osztrák–dán háború. Otto von Bismarck a két hercegséget csupán eszköznek tekintette politikai törekvéseiben. A háború után Schleswig-Holstein Poroszországhoz került, Dániának pedig semlegesnek kellett maradnia.
A háborús kudarc elkeserítette a dánokat, akiknek újra kellett gondolniuk a világban elfoglalt helyüket. A korábban hatalmas területű ország történelmében Schleswig-Holstein elvesztése volt az utolsó a területvesztések hosszú sorában. Rengeteg gazdag és fejlett terület került Svédországhoz és Poroszországhoz, ezért az embereknek az ország szegényebb részeit kellett fejleszteniük. Jyllandon nagymértékű mezőgazdasági fejlődés vette kezdetét. A nacionalizmusnak egy új fajtája alakult ki, mely a „kisemberek” fontosságát, a vidéki Dánia tisztességét és nagyravágyástól való tartózkodást hangsúlyozta.

Louis Pio

A dán munkásmozgalom történetének szerves részét képezte az internacionalizmus és a nacionalizmus. A mozgalom akkor került előtérbe, amikor a szociális kérdéseket az internacionalizmussal kezdték társítani. Megerősödését a szocializmus eszméje és az I. Internacionálé – számos ország munkásmozgalmának szövetsége – is elősegítette. A mozgalom vezetője Louis Pio volt, aki 1871-ben, a párizsi kommün megdöntését követően a Szocialisták (Socialisten) című lap munkatársa lett. Írásaiban a dán munkásokat tömörítő – és az ő irányításuk alatt álló – szabad szervezet létrehozása mellett érvelt; emellett 1871. október 15-én létrehozta az Internacionálé dán szekcióját is. A Dániai Munkások Nemzetközi Szövetsége (Den Internationale Arbejderforening for Danmark) a Dán Szociáldemokrata Párt elődszervezete lett. A szervezet egy szövetség és egy politikai párt ötvözete volt, mely sikeresen egyesítette a nacionalista és internacionalista eszméket.
Pio úgy vélte, hogy a munkások harca akkor lehet sikeres, ha nemzetközivé válik, mert az internacionalizmus nélkül a haladás elképzelhetetlen. A középosztályt azzal vádolta, hogy határokon átívelő szövetségeket köt, nacionalista retorikáját pedig a munkások elleni fegyverként használja.
A dán szekció a magasabb fizetések és szociális reformok érdekében sztrájkokat és tüntetéseket szervezett. Követeléseik teljesen hétköznapiak voltak, de a munkaadókat és a rendfenntartókat ezek is felbőszítették. Az események 1872. május 5-én, a fælledeni csatában értek a tetőpontra: a mozgalom három vezetőjét, Louis Piót, Poul Geleffet és Harald Brixt letartóztatták, majd felségárulás vádjával bebörtönözték.
Később mindhárman az Amerikai Egyesült Államokba utaztak, ahol 1877-ben a kansasi Ellis megyében található Hays City közelében szocialista közösséget próbáltak létrehozni – kevés sikerrel. A tizennyolc telepes vezetője Pio, Geleff és W.A. Hansen volt. Először egy fakunyhó építését kezdték el, melyben külön lakrésze volt a házas és a még házasulatlan telepeseknek. Az építkezéshez szükséges anyagokat és szerszámokat a közelben vásárolták meg. A források szerint a munka legnagyobb részét a férfiak végezték, míg az asszonyok gyakran veszekedtek. Mivel a préri nem rendelkezett olyan kényelmi tényezőkkel, melyekhez a telepesek Dániában hozzászoktak, mindössze hat hét után feladták a közösség létrehozására irányuló próbálkozásokat. A házat eladták, a bevételt pedig elosztották egymás között (mindenkinek nagyjából harminc dollár jutott).

Dániában az új alkotmány nyomán kialakult politikai helyzet aggasztóvá vált az előkelő rétegek számára, mivel a parasztság rengeteg új joggal rendelkezett. Egyszerű, képzetlen emberek kerültek kulcspozíciókba a hivatásosok helyett. A parasztság a városi liberálisokkal és radikálisokkal kötött koalíciónak köszönhetően végül többségbe került a Folketingben. A Landsting pozícióját erősító alkotmány-módosítások ellenére a liberális Venstre követelte magának a jogot a kormányalakításra, de a király – a végrehajtó hatalom feje – ellenállt. Végül 1901-ben IX. Keresztély engedett és Johan Henrik Deuntzert, a Venstre tagját bízta meg kormányalakítással. Ezzel megszületett a parlamentáris kormányzás hagyománya. Az 1920-as húsvéti válság kivételével 1901 óta még egyetlen kisebbségi kormány sem alakult a Folketingben.

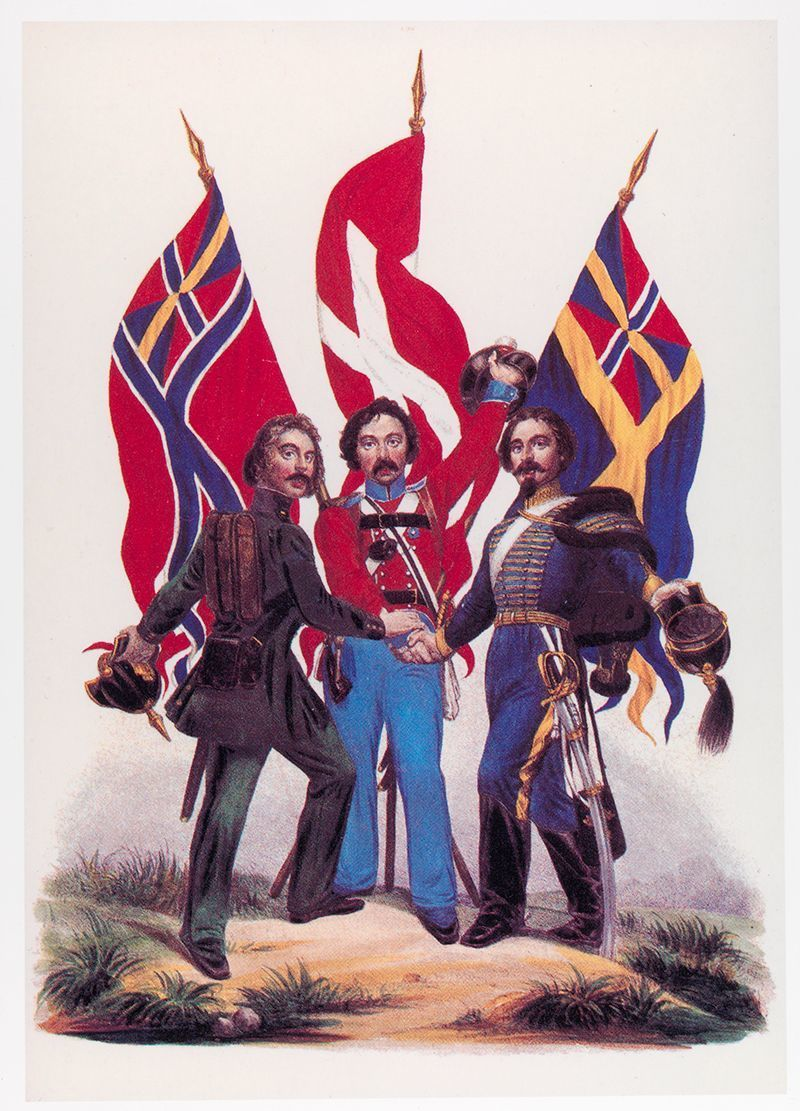
Skandinavizmus

### Monetáris unió
Dánia és Svédország 1873. május 5-én alapította meg a Skandináv Monetáris Uniót. Pénznemeiket ugyanolyan aranyalapra helyezték és közös árfolyamot hoztak létre. Norvégia – ami akkor Svédországhoz tartozott – 1875-ben lett a szervezet tagja, amikor fizetőeszközét a dánnal és svéddel megegyező aranyalapra helyezte. A monetáris unió a 19. századi skandinavista mozgalom kevés kézzelfogható eredménye közé tartozik.
Az unió fix átváltási arányokat és pénzügyi stabilitást hozott, de tagjai továbbra is saját pénznemeiket használták. Bár nem lehetett előre megjósolni, de a stabilitásnak köszönhetően az eredetileg egymástól független pénznemeket a tagországok saját törvényes fizetőeszközeikkel egyenrangúnak ismerték el.
1914-ben az első világháború kitörésével megszűnt a monetáris unió. 1914. augusztus 2-án Svédország felhagyott az aranyalap használatával, így a meghatározott átváltási arány nélkül a szabad pénzforgalom is megszűnt.

## Dánia a 20. században

### A 20. század első évtizedei
A 20. század első évtizedeiben a Venstre és az új Radikális Párt alakított kormányokat. 1915-ben a nők is megkapták a választójogot, 1917. január 17-én pedig Dán Nyugat-Indiát – a mai Amerikai Virgin-szigeteket – az Amerikai Egyesült Államoknak adták el. Ebben az időben több fontos szociális és munkaerőpiaci reformot vezettek be, lefektetve ezekkel a jelenlegi jóléti állam alapjait.
Az első világháborúban Dánia semleges maradt, bár az országot így is megviselte a konfliktus. Annak ellenére, hogy a harcok és az ennek nyomán bekövetkező pénzügyi bizonytalanság szinte lehetetlenné tette a kereskedelmet, sokan gazdagodtak meg a háborúból. Németország legyőzését követően a versailles-i békeszerződés rendelkezett a schleswigi népszavazások megtartásáról, melynek eredményeképp Észak-Schleswig (Sønderjylland megye, ma Syddanmark régió része) visszakerült Dániához. A király és az ellenzék egy része elégedetlen volt azzal, hogy Carl Theodor Zahle miniszterelnök nem használta ki Németország gyengeségét arra, hogy még több, a porosz–osztrák–dán háborúban elvesztett területet szerezzen vissza. A király és az ellenzék azt akarta, hogy Flensburg városát is visszaköveteljék, a kormány viszont csak azokat a területekre tartott igényt, ahol a dán lakosság volt többségben. X. Keresztély – bízva az emberek támogatásában – feloszlatta a Zahle-kormányt, előidézve ezzel az 1920-as húsvéti válságot. A válság nyomán a király ígéretet tett arra, hogy a jövőben nem avatkozik a politikába. Bár a dán alkotmányt sohasem módosították, a válság óta a dán uralkodók távol maradtak a mindennapi politizálástól.
Az 1924-es választáson a karizmatikus Thorvald Stauning vezetésével a szociáldemokraták kerültek többségbe. Többségüket egészen 2001-ig megőrizték. A Landsting ellenzéki többsége a jobboldali pártokkal való együttműködésre kényszerítette Stauningot, melynek nyomán a Szociáldemokrata Párt egyre több ember érdekét képviselte. Az 1930-as években sikerült tető alá hoznia egy fontos megegyezést, mely Dániában véget vetett a gazdasági válságnak és hozzájárult a jóléti állam létrehozásához.

### A második világháború
Annak ellenére, hogy a második világháború kezdetén Dánia kinyilvánította semlegességét és meg nem támadási szerződést kötött a Harmadik Birodalommal, 1940. április 9-én a Weserübung-hadművelet során a nácik megszállták az országot, és 1945. május 5-éig uralmuk alatt tartották. Feröert és Izlandot 1940 áprilisában a britek szállták meg, hogy megelőzzenek egy német inváziót. 1944-ben Izland független királyság lett (addig a dán király Izland uralkodója is volt).
A csekély dán ellenállásnak köszönhetően a németek viszonylag engedékenyek voltak (bár a Szovjetunió megtámadása után betiltották a Kommunista Párt működését). Az új koalíciós kormány kompromisszumok során keresztül próbálta megóvni a lakosságot a náci uralomtól. A Folketing tovább működhetett, a rendőrség dán irányítás alatt maradt, a náci tisztviselők pedig nem kerültek közvetlen kapcsolatba az emberekkel. Ám a náci követelések egyre nagyobb terhet jelentettek a kormánynak, mely 1943-ban lemondott, helyette pedig a németek vették át az ország irányítását. Dán kollaboránsok ráadásul létrehoztak egy jelentős, 6000 fős katonai erőt a Dán Szabadcsapatokat, bár ez az alakulat nem maradt az országban, hanem a Szovjetunióban harcolt a Vörös Hadsereg ellen. Dániában viszont egy másik fegyveres csoport, egy ellenállási mozgalom a német megszállók ellen. A háború vége felé Dánia egyre több gondot okozott a náciknak, az ország viszont csak az angol csapatok segítségével vált újra szabaddá.
A háború másik fontos eseménye volt 1943-ban a dán zsidók áttelepítése Svédországba a náci deportálások elől.
Søren Peder Sørensen dán újságíró 2005-ben megjelent De ungarske soldater – (magyarul) Egy elfeledett tragédia – Magyar katonák Dániában a második világháborús német megszállás idején – című könyvében tárta fel a háború végén Dániába vezényelt magyar katonák sorsát. 1945 februárjában 12 000 magyar katona jelentősebb katonai kiképzés nélkül került Dániába, ahol átvették az innen az orosz és a nyugati frontra átirányított német katonák helyét, és gyakorlatilag őrző feladatokat folytattak a német megszállók parancsnoksága alatt. A megbízhatatlan szövetségesnek tartott magyaroknak a németek nem mertek fontos katonai feladatokat adni: vasutakat és hidakat őriztek, néha pedig egyszerű munkaszolgálatos feladatokra küldték őket. Katonai kiképzésük nagy valószínűséggel nemcsak azért maradhatott el, mert a magyarokat harci helyzetben megbízhatatlannak tartották, hanem azért is, mert ilyen módon maguk a német kiképző tisztek is igyekeztek elkerülni a frontra küldést. A megbízhatatlanságra okot adott, hogy a magyarok háborúellenesek voltak, inkább a dán lakossággal, mi több, a dán ellenállással igyekezték ápolni a jó kapcsolatot. 1945. április 22-én Koppenhágában a Királyi Testőrség kaszárnyájában elszállásolt magyar katonák fellázadtak az azonnali frontra küldő német parancs ellen. Órákon át ropogtak a fegyverek Koppenhága belvárosában a túlerőben lévő németek és a gyengén felfegyverzett magyarok közt. A legnagyobb dán napilap, a Politiken is beszámolt ekkor az eseményről.
A magyar csapatoknak májusban a dán—német határt átlépve ismét el kellett hagyniuk Dániát. A hazavezető út több német fogolytáboron vezetett keresztül. Azok közül, akiket a Bornholm szigeten a szovjetek "szabadítottak fel", csak kevesen tértek vissza Magyarországra a szovjet hadifogságból.

### A háború után
1948-ban Feröer autonómiát nyert. 1953-ban eltörölték a Landstinget (a parlamenti felsőházat), Grönland is autonómiát kapott, az új alkotmány pedig lehetővé tette a királyi trón nőági öröklését.
Tanulva a második világháború eseményeiből és a Szovjetunió jelentette veszélyből, Dánia felhagyott semlegességi politikájával. 1945-ben alapító tagja volt az ENSZ-nek, 1949-ben pedig a NATO-nak (bár eleinte csak Norvégiával és Svédországgal törekedett szövetségre). 1952-ben megalakult az Északi Tanács, mely az észak-európai országok politikáját hangolja össze. Az 1972-es népszavazáson a dánok többsége támogatta az Európai Közösséghez való csatlakozást, melynek az ország 1973. január 1-jén lett a tagja. Azóta Dánia a bizonytalan tagországok közé tartozik, több előterjesztést elutasított, például az euró bevezetését 2000-ben.